# فرمانروا ته جویونگ (مجموعه تلویزیونی)
فرمانروا ته جویونگ با نام اصلی ته جویونگ (کره‌ای|대조영)، درام تاریخی محصول سال ۲۰۰۶ کرهٔ جنوبی با بازی چوی سو جونگ و نویسندگی جانگ یونگ چول است که از ۱۶ سپتامبر ۲۰۰۶ الی ۲۳ دسامبر ۲۰۰۷ از شبکهٔ کی‌بی‌اس پخش گردید. در ایران این سریال از سوی شبکه تماشا و به سرپرستی مهسا عرفانی دوبله و از یکم فروردین ۱۴۰۴ پخش شد.
این سریال در ۱۳۴ قسمت به پایان رسید. همچنین این سریال با ۳۰ درصد ریتینگ (به طور میانگین) یکی از پر بیننده ترین درام های تاریخی شبکه کی‌بی‌اس است
داستان این سریال دربارهٔ تأسیس پادشاهی بالهه و سقوط امپراتوری گوگوریو به دست سلسله تانگ می‌باشد.

## خلاصهٔ داستان
داستان این سریال از جنگ‌های گوگوریو–تانگ آغاز می‌شود، جایی که امپراطوری تانگ با ارتشی عظیم درحال حمله به گوگوریو بوده و هنوز ته جویونگ متولد نشده است.

## بازیگران

### بالهه
- چوی سو جونگ درنقش که‌دونگ/ته جویونگ، بعدها پادشاه گو، وی توسط ژنرال یون گه‌سومون پذیرفته و بزرگ شد. او بدون شناخت پدر و مادر واقعی‌ خود مانند یک بردهٔ رعیت‌زاده بزرگ شد.
  - پارک جون وو درنقش کودکی که‌دونگ
- هونگ سو هیون درنقش سونگ‌یانگ، خواهرزادهٔ پادشاه بوجانگ و همسر ته جویونگ، بعدها ملکهٔ بالهه.
- ایم هیوک درنقش ته جونگ‌سانگ، پدر ته جویونگ، او سال‌ها به‌دور از همسر و پسرش به دژ گوریو فرستاده شد، اما وقتی که‌دونگ از مادرش هویت واقعی او را فهمید، دوباره به هم پیوستند.
- کیم سوک درنقش ته تان/ته مویه، پسر ارشد ته جویونگ، بعدها پادشاه مو از بالهه.
- چوی چول هو درنقش گولسا بیو، برادر قسم‌خوردهٔ ته جویونگ.
- کیم هاک چول درنقش هوک‌سودال، برادر قسم‌خوردهٔ ته جویونگ.
- کیم جونگ هیون درنقش می‌موسا، او اهل بکجه بود و بعداً تاکتیک‌دان ارشد ته جویونگ شد.
- شیم اونجین درنقش گوم‌لان، خواهرخواندهٔ می‌موسا که بعداً به‌عنوان یک فرد شایسته در بالهه انتخاب شد. او برای نجات جان گول‌سابیو درگذشت.
- یون یونگ هیون درنقش گی‌پیل سامون، رهبر گوک‌ترک. او به‌عنوان «گرگ کوهستان مادو» لقب گرفت. وی در حالی‌که دشمنان خود را در دره فریب می‌داد توسط سربازان تانگ با یک تیر کشته شد.
- بانگ هیونگ جو درنقش تونگ‌سو، ژنرال گوک‌ترک و پیرو گیپیل سامون.
- ایم سون تاک درنقش جانگ سان‌هه، وزیراعظم بالهه و پیرو ته جونگ‌سانگ.
- جانگ سون گوک درنقش دول‌بال، ژنرال و برادر کوچکتر ته جونگ‌سانگ.
- شین وون گیون درنقش مو یوم، افسر زیردست ته

جونگ‌سانگ، بعدها ژنرال بالهه.
- ایم چه وون درنقش اوهونگ، زیر دست می‌موسا و همسر هوک‌سودال.
- پارک سون چون درنقش دال‌گی، مادر ته جویونگ.

### گوگوریو
- کیم جین ته درنقش یون گه‌سومون، ژنرال گوگوریو. او ته جویونگ را به‌عنوان یک رعیت حقیر پذیرفت و بزرگ کرد.
- ایم دونگ جین درنقش یانگ مان‌چون، فرماندار قلعه آن‌سی. او توسط افراد بو کی‌وان به قتل رسید.
- کیل یونگ وو درنقش پادشاه بوجانگ، بیست و هشتمین و آخرین امپراتور گوگوریو.
- کیم میونگ سو درنقش فرمانده گوم موجام، استاد ته جویونگ
- کیم ها گیون درنقش بو کی‌وان، وزیراعظم سابق گوگوریو و هم‌دست تانگ. او توسط ته جویونگ کشته شد.
- ایم هو درنقش یون نام‌سنگ، پسر بزرگ یون گه‌سومون و رقیب ته جویونگ.
- آن هونگ جین درنقش یون نام‌گون، پسر دوم یون گه‌سومون و رقیب یون نام‌سنگ.
- جونگ هو کون درنقش سا بوگو، فرماندهٔ ارشد قلعه پیونگ‌یانگ و دست راست بو کی‌وان.
- کیم یونگ گی درنقش شین سوک، برادر شین هوک که توسط ته جویونگ کشته شد.
- لی ایل وونگ درنقش وزیر گه جین، یکی از رؤسای پنج قبیلهٔ گوگوریو.

### تانگ
- لی دوک هوا درنقش سول این‌کوی، ژنرال تانگ
- ریو ته سول درنقش هونگ پی، دست راست سول این‌کوی.
- سونگ یونگ ته درنقش امپراتور تای‌زونگ (لی سه‌مین)
- یانگ گوم سوک درنقش ملکه وو زتیان
- نام سونگ جین درنقش لی ون، ژنرال تانگ، پس از سول این‌کوی.
- جون هیون درنقش وو چنگ‌سی، وزیراعظم تانگ و برادرزادهٔ ملکه وو زتیان.
- کیم کی بوک درنقش سو جونگ‌بانگ، فرماندهٔ ارشد نظامی ارتش تانگ.
- جی وونگ سانگ درنقش بانگ هیوته، فرماندهٔ نظامی ارتش تانگ که در جنگ دوم تانگ علیه گوگوریو توسط ته جویونگ کشته شد.

### خیتان‌ها
- پارک یه جین درنقش چولین، دختر خان لی جین‌چونگ.
- جونگ بو سوک درنقش لی هه‌گو، ژنرال ارشد و همسر چولین. دشمن اصلی ته جویونگ. او در قلعهٔ لیادونگ توسط ته جویونگ کشته شد.
- کیم دونگ هیون درنقش لی جین‌چونگ، خان خیتان که بعدها با ته جویونگ متحد شد.
- چو این پیو درنقش سان وان‌رونگ، دومین خان خیتان که توسط ارتش تانگ در قلعهٔ لیادونگ اسیر و کشته شد.
- کیم کیو چول درنقش شین‌هونگ، تاکتیک‌دان لی هه‌گو که بعداً توسط ته جویونگ کشته شد.

- لی دال هیونگ درنقش ژیو جی‌تو، از پیروان لی هه‌گو.
- هوانگ تاک ها درنقش مو گه، از پیروان لی هه‌گو و بعداً لی گوم بود.
- لی دال هیونگ در نقش سول کی دو، فرمانده ارتش خیتان و از افراد لی هه گو
- جونگ ته وو درنقش لی گوم، پسر چولین و ته جویونگ که گمان می‌رفت پسر لی هه‌گو باشد.

### گوک‌ترک‌ها
- کانگ جا ایک درنقش موچو خان، خان گوک‌ترک. او اولین بار با ته جویونگ در کوه گی‌فو به‌عنوان یک زندانی ملاقات کرد.
- لی یونگ هو درنقش ای‌نال، شاهزاده گوک‌ترک.
- کیم سونگ هون درنقش تون‌یوکوک، ژنرال گوک‌ترک.
- کیم جونگ کوک درنقش بیل‌گه، شاهزاده گوک‌ترک.
- هام سوک هون درنقش کول‌تی‌گین، شاهزاده گوک‌ترک.